# Nieul-sur-Mer

Nieul-sur-Mer este o comună în departamentul Charente-Maritime, Franța. În 1 ianuarie 2022 avea o populație de 5.805 de locuitori.